# Helophorus granularis
Helophorus granularis är en skalbaggsart som först beskrevs av Carl von Linné 1761.  Helophorus granularis ingår i släktet Helophorus och familjen halsrandbaggar. Arten är reproducerande i Sverige. Inga underarter finns listade i Catalogue of Life.